# 音楽漫画
音楽漫画（おんがくまんが）は、日本の漫画のジャンルの一つで、主に音楽を題材にしたものを指す。

## 概要
音楽漫画の定義は一定ではない。完全に音楽を主題とした作品のみを指すとする考え方がある一方、演奏シーンなどが含まれる漫画全般を含むとする考え方もある。日本マンガ学会理事の内記稔夫が館長を務める現代マンガ図書館が発行した音楽漫画の作品リストでは、「音楽シーンの使用頻度」を判断基準とし、線引きが難しい作品については「マンガという手法を用いて音の響きを表現しようとしているかどうか」「音楽への関心を積極的に描写しているか」という点を加味して選定が行われている。
西洋や架空の国や町を舞台にした歴史ロマンふうの物語や、身近な世界を舞台に音楽やバンドを通じて、青春を送っていくストーリーといった内容などがある。古くは、音楽漫画の登場人物は美形で才能にも恵まれたあこがれの対象となるキャラクターが多かったが、平成期の作品では身近な等身大の登場人物が増えてきている。女性向漫画として描かれるものが多いが、『BECK』のような青年・少年漫画雑誌に掲載されるものもある。少女漫画においては重要なジャンルの一つである。漫画という音の出ないメディアで展開されるため、音の表現に苦労する漫画家が多い。21世紀に入ってからは『のだめカンタービレ』が音楽漫画ブームの火付け役となり、音楽漫画が次々と映画化・ドラマ化されるなど、ヒット作が多くなりつつあり、同時にこの漫画とその映像化がクラシック音楽に触れる大きな契機となる状況が展開されている。

## 音楽漫画の歴史

### 昭和期の作品
1950年代
音楽漫画の歴史は古い。赤本漫画の時代は、実在したクラシックの音楽家などを題材とした偉人伝的なものがあり、次の貸本漫画の時代では、当時の実在の人気歌手らを題材とした「童謡・歌謡漫画」が存在した。こうした『（芸能人の芸名）物語』といった実在歌手の名前を冠した作品はその後も引き継がれ、時代時代の人気歌手を扱った作品が生まれている。
ストーリー漫画としての音楽漫画は、少女漫画を中心に発展した。1958年（昭和33年）にちばてつやが「少女クラブ」でヴァイオリンを弾く少女を主人公にした『ママのバイオリン』の連載を開始。デビュー間もないちばにとって初の雑誌連載となったこの作品は、少女に大人気を博し、連載第2回目の読者アンケートで2位、以降は連載終了まで1位の座を守ったとされる。しかし当時の漫画家の多くは、楽器演奏などの実態を知らないことが多く、そのため荒唐無稽な怪作と言える作品もしばしば生まれた。
1960年代
1960年代に入ると、トキワ荘の紅一点として知られる水野英子が、西洋を舞台にしたロマンティック・コメディ作品を多く手がけはじめる。中でも1964年（昭和39年）に連載を開始した『白いトロイカ』は、ロシア革命を舞台にオペラ歌手を目指すロシアの少女を主人公に据え、音楽学校の描写など「かなりのリアリティ」をもって描かれている。また1969年（昭和44年）には、少女ロック漫画の元祖とされ、水野の少女漫画作品の大きな節目となった『ファイヤー!』の連載が開始された。感化院を出たアメリカの青年がロックシンガーを目指すストーリーは、ベトナム戦争やカウンターカルチャーの台頭など当時の時代背景をリアルタイムに取り入れ話題を呼んだ。バンドものの原点とも言われ、男性の漫画ファンにも人気を博した。
1970年代
1970年代になると、音楽漫画は1つのジャンルとして成立していく。1975年（昭和50年）には、劇画家の池田理代子が『オルフェウスの窓』の連載を開始。南ドイツのレーゲンスブルクの架空の音楽学校から始まる物語は、第一次世界大戦やロシア革命などの史実を織り交ぜながら、ドイツ、ロシア、オーストリアを舞台に4部構成で描かれた。作中ではベートーヴェンの重厚な音楽が多く登場し、また実在のピアニスト（ヴィルヘルム・バックハウス）を登場させることで物語に厚みを持たせている。翌1976年（昭和51年）には、大泉サロンの中心メンバーであり「24年組」と称された、竹宮恵子と増山法恵の共作による音楽学校もの『ウィーン協奏曲』『変奏曲』が登場した。原作を担当した増山がピアニスト志望であったことから、これらの作品を通じて音楽に関する専門的な知識が読者に広まり、また音楽家の心情が「はじめて実感をもって語られた」作品となった。楽器を嗜む読者が見ても不自然に感じないよう、「普通のグランド・ピアノとコンサート・グランドとの差」「鍵盤と手の大きさとの比率」「弦楽器を演奏する人の微妙なポーズ」などの細かな点も丁寧に描写されている。当時の竹宮は、オーケストラの楽器のほとんどを空で描けるまでに楽器の形などに詳しかったという。また、1978年（昭和53年）には「ポスト24年組」の1人であるたらさわみちが、南ドイツ、バイエルン地方に実在するテルツ少年合唱団をモデルに描いた『バイエルンの天使』を発表。それまで日本で馴染みの薄かった同合唱団の人気を広めるきっかけを作ったとされる。
1980年代
1980年代頃からは、日本を舞台にした等身大の主人公の作品も増え始める。1980年（昭和55年）にはくらもちふさこが、ピアニストの母を持ち、日本の音楽学校に通う女子高校生の恋物語を描いた『いつもポケットにショパン』の連載を開始。この作品の影響でピアノを習い始めた少女も多かったと言われ、特に最後のコンサートシーンは名場面として知られる。男性向けの作品では、1985年（昭和60年）に上條淳士が「週刊少年サンデー」で『TO-Y』をスタート。パンク・ロックバンドをしていた主人公が、芸能界にソロデビューする過程とその活躍を描いた。主人公が歌い手であるにもかかわらず、演奏シーンには一切「歌詞」や「オノマトペ」を用いず、画だけで「音」を表現する手法が非常に特徴的な作品である。青年漫画においては、1988年（昭和63年）にジャズを題材にした『BLOW UP!』が、細野不二彦により「ビッグコミックスペリオール」で連載されている。また、少年の頃からピアノを習い音楽に造詣が深かった手塚治虫も、生涯を通じて音楽漫画を何編か描いている。1987年（昭和62年）に始まったベートーヴェンを題材にした『ルードウィヒ・B』 は、連載中の1989年（平成元年）2月9日に手塚が亡くなったため未完の絶筆となった。

### 平成～令和期の作品
『NANA』や『のだめカンタービレ』などがヒットし、双方とも実写化、アニメ化されている。また、まんがタイムきらら系列の雑誌で連載されている、ガールズバンドを題材とした『けいおん！』『ぼっち・ざ・ろっく!』はアニメ化によって大ヒットし、作中に登場するギターなどの楽器の売り上げが上がるという影響をもたらした。

## 音楽を題材とした漫画作品一覧
| 年代   | タイトル                                       | 作者                                  | 掲載誌                                          | テーマ                        | 出典                                                    |
| ------ | ---------------------------------------------- | ------------------------------------- | ----------------------------------------------- | ----------------------------- | ------------------------------------------------------- |
| 1958年 | ママのバイオリン                               | ちばてつや                            | 少女クラブ                                      | 弦楽器                        | [ 7 ] [ 16 ] [ 17 ]                                     |
| 1964年 | 白いトロイカ                                   | 水野英子                              | マーガレット                                    | 歌                            | [ 7 ] [ 18 ]                                            |
| 1969年 | ファイヤー!                                    | 水野英子                              | 週刊セブンティーン                              | ロック                        | [ 7 ] [ 19 ] [ 9 ]                                      |
| 1974年 | 雨のコンダクター                               | 手塚治虫                              | FMレコパル                                      | 伝記的作品 （バーンスタイン） | [ 20 ]                                                  |
| 1975年 | オルフェウスの窓                               | 池田理代子                            | マーガレット                                    | クラシック・ピアノ            | [ 21 ] [ 11 ] [ 16 ] [ 22 ]                             |
| 1975年 | 虹のプレリュード                               | 手塚治虫                              | 少女コミック                                    | 伝記的作品 （ショパン）       | [ 20 ] [ 11 ] [ 22 ]                                    |
| 1976年 | ウィーン協奏曲                                 | 竹宮恵子                              | りぼんデラックス                                | ピアノ                        | [ 12 ] [ 23 ]                                           |
| 1976年 | 変奏曲                                         | 竹宮恵子                              | 別冊少女コミック                                | クラシック                    | [ 7 ] [ 4 ] [ 12 ] [ 24 ] [ 22 ]                        |
| 1977年 | てんてけマーチ                                 | 手塚治虫                              | 月刊少年ジャンプ                                | 太鼓                          | [ 20 ]                                                  |
| 1978年 | バイエルンの天使                               | たらさわみち                          | 少女コミック                                    | 歌                            | [ 13 ] [ 18 ]                                           |
| 1979年 | 緑茶夢                                         | 森脇真末味                            | プチコミック                                    | ロック                        | [ 16 ] [ 9 ]                                            |
| 1980年 | いつもポケットにショパン                       | くらもちふさこ                        | 別冊マーガレット                                | ピアノ                        | [ 11 ] [ 13 ] [ 16 ] [ 25 ]                             |
| 1981年 | 気分はグルービー                               | 佐藤宏之                              | 週刊少年チャンピオン                            | バンド                        |                                                         |
| 1982年 | 僕たちのモーツァルト                           | よしまさこ                            | マーガレット                                    | 弦楽器                        |                                                         |
| 1982年 | 愛の歌になりたい                               | 麻原いつみ                            | 少女コミック                                    | バンド・キーボード            |                                                         |
| 1984年 | ダイヤモンド・パラダイス                       | 槇村さとる                            | 別冊マーガレット                                | バンド                        | [ 26 ]                                                  |
| 1984年 | THE 13TH STREET レィディオクラブ               | 岡田ユキオ                            | ヤングマガジン                                  | バンド                        |                                                         |
| 1985年 | TO-Y                                           | 上條淳士                              | 週刊少年サンデー                                | ロック                        | [ 19 ] [ 9 ]                                            |
| 1986年 | ピアニシモでささやいて                         | 石塚夢見                              | プチコミック                                    | ピアノ・歌                    |                                                         |
| 1987年 | ルードウィヒ・B                                | 手塚治虫                              | コミックトム                                    | 伝記的作品 （ベートーヴェン） | [ 11 ] [ 13 ] [ 22 ]                                    |
| 1987年 | フール・フォー・ザ・シティ                     | 永野護                                | 月刊ニュータイプ                                | バンド                        |                                                         |
| 1988年 | まみあな四重奏団                               | 槇村さとる                            | マーガレット                                    | 弦楽器                        | [ 17 ]                                                  |
| 1988年 | 3-THREE-                                       | 惣領冬実                              | 別冊少女コミック                                | バンド・歌                    | [ 26 ]                                                  |
| 1988年 | BLOW UP!                                       | 細野不二彦                            | ビッグコミックスペリオール                      | ジャズ                        | [ 27 ]                                                  |
| 1988年 | 「あると」の「あ」                             | 赤石路代                              | 別冊少女コミック                                | ピアノ                        | [ 16 ] [ 25 ]                                           |
| 1989年 | ROCKOMANGA!                                    | 喜国雅彦                              | BURRN!                                          | ヘヴィメタル                  |                                                         |
| 1989年 | 勝手にしやがれ!                                | 槇村さとる                            | マーガレット                                    | バンド                        | [ 26 ]                                                  |
| 1989年 | 絶愛-1989-                                     | 尾崎南                                | マーガレット                                    | バンド                        | [ 19 ] [ 26 ]                                           |
| 1989年 | DIVA                                           | 小野弥夢                              | 別冊少女フレンド                                | オペラ                        | Jコミ                                                   |
| 1991年 | ばらの騎士                                     | 津雲むつみ                            | オフィスユー                                    | オペラ                        | [ 16 ] [ 28 ]                                           |
| 1995年 | おしゃべりなアマデウス                         | 武内昌美                              | 少女コミック                                    | 弦楽器                        | [ 16 ] [ 17 ]                                           |
| 1995年 | 花音                                           | さいとうちほ                          | プチコミック                                    | 弦楽器                        | [ 16 ] [ 17 ]                                           |
| 1996年 | キス                                           | マツモトトモ                          | LaLa                                            | ピアノ                        | [ 11 ] [ 16 ] [ 25 ]                                    |
| 1997年 | 快感♥フレーズ                                  | 新條まゆ                              | 少女コミック                                    | バンド                        | [ 26 ]                                                  |
| 1997年 | 神童                                           | さそうあきら                          | 漫画アクション                                  | ピアノ                        | [ 29 ] [ 30 ] [ 31 ] [ 11 ] [ 13 ] [ 16 ] [ 19 ] [ 25 ] |
| 1997年 | ハートビートにのせて                           | 清水真澄                              | ちゃお                                          | ピアノ                        | [ 16 ] [ 25 ]                                           |
| 1997年 | JOKER                                          | 野村あきこ                            | なかよし                                        | バンド                        | [ 26 ]                                                  |
| 1997年 | 愛の言葉                                       | 浜口奈津子                            | デラックス別冊少女コミック                      | 弦楽器                        | [ 16 ] [ 17 ]                                           |
| 1997年 | 天使の唄                                       | 牧村久実                              | デザート (雑誌)                                 | バンド                        |                                                         |
| 1997年 | ピアノの恋人                                   | 喜多尚江                              | 花とゆめ                                        | ピアノ                        | [ 16 ] [ 25 ]                                           |
| 1998年 | 下弦の月                                       | 矢沢あい                              | りぼん                                          | 歌ほか                        | [ 16 ] [ 18 ]                                           |
| 1998年 | TATTOO/LOVER                                   | 浜口奈津子                            | 別冊少女コミック                                | ピアノ                        | [ 25 ]                                                  |
| 1998年 | ピアノの森                                     | 一色まこと                            | ヤングマガジンアッパーズ                        | ピアノ                        | [ 31 ] [ 11 ] [ 13 ] [ 16 ] [ 19 ] [ 25 ]               |
| 1999年 | VS バーサス                                    | 山田圭子                              | 月刊プリンセス                                  | 弦楽器                        | [ 11 ] [ 17 ]                                           |
| 1999年 | BECK                                           | ハロルド作石                          | 月刊少年マガジン                                | ロック                        | [ 32 ] [ 33 ] [ 13 ] [ 19 ] [ 9 ]                       |
| 1999年 | NANA                                           | 矢沢あい                              | Cookie                                          | バンド                        | [ 19 ] [ 26 ]                                           |
| 1999年 | ブラブラバンバン                               | 柏木ハルコ                            | 週刊ヤングサンデー                              | 吹奏楽                        |                                                         |
| 2000年 | 無頼男 -ブレーメン-                            | 梅澤春人                              | 週刊少年ジャンプ                                | ロック                        | [ 9 ]                                                   |
| 2000年 | グールドを聴きながら                           | 吉野朔実                              | プチフラワー                                    | ピアノ                        | [ 11 ]                                                  |
| 2001年 | アンダンテ                                     | 小花美穂                              | りぼん                                          | サックス・歌                  | [ 18 ]                                                  |
| 2001年 | ハデー・ヘンドリックス物語                     | 漫☆画太郎                             | 週刊ヤングジャンプ                              | パンク                        | [ 19 ] [ 9 ]                                            |
| 2001年 | DRAGON VOICE                                   | 西山優里子                            | 週刊少年マガジン                                | アイドル                      | [ 34 ]                                                  |
| 2001年 | あのこにもらった音楽                           | 勝田文                                | メロディ                                        | ピアノ                        | [ 11 ] [ 16 ] [ 25 ]                                    |
| 2001年 | のだめカンタービレ                             | 二ノ宮知子                            | Kiss                                            | オーケストラ ピアノ・指揮     | [ 31 ] [ 11 ] [ 16 ] [ 13 ] [ 19 ] [ 35 ] [ 22 ]        |
| 2003年 | マエストロ                                     | さそうあきら                          | 漫画アクション                                  | オーケストラ・指揮            | [ 11 ] [ 13 ]                                           |
| 2003年 | ピアニスト                                     | 林倫恵子                              | 書きおろし（彩図社）                            | ピアノ                        | [ 16 ] [ 25 ]                                           |
| 2003年 | プライド                                       | 一条ゆかり                            | コーラス                                        | オペラ                        | [ 28 ]                                                  |
| 2003年 | Hey!! ブルースマン                             | 山本おさむ                            | モーニング                                      | ブルース                      |                                                         |
| 2003年 | 天上の弦                                       | 山本おさむ                            | ビッグコミック                                  | 弦楽器                        | [ 13 ] [ 17 ]                                           |
| 2004年 | 俺と悪魔のブルーズ                             | 平本アキラ                            | 月刊アフタヌーン                                | ブルース                      |                                                         |
| 2005年 | デトロイト・メタル・シティ                     | 若杉公徳                              | ヤングアニマル                                  | デスメタル                    | [ 36 ] [ 9 ]                                            |
| 2005年 | ヴィーナス綺想曲                               | 西形まい                              | 花とゆめ                                        | ピアノ                        | [ 25 ]                                                  |
| 2006年 | 金色のコルダ                                   | 呉由姫                                | LaLa                                            | 弦楽器                        | [ 17 ]                                                  |
| 2006年 | アレルヤ-Hallelujah                            | 能條純一                              | ビッグコミックオリジナル                        | 弦楽器                        | [ 17 ]                                                  |
| 2006年 | 暁のARIA                                       | 赤石路代                              | 月刊flowers                                     | ピアノ・声楽                  | [ 25 ]                                                  |
| 2007年 | けいおん!                                      | かきふらい                            | まんがタイムきらら まんがタイムきららキャラット | 軽音楽                        |                                                         |
| 2007年 | うらバン!〜浦和泉高等学校吹奏楽部              | 都桜和                                | まんがタイムきららキャラット                    | 吹奏楽                        |                                                         |
| 2007年 | ひかるファンファーレ                           | 田川ちょこ                            | まんがタイムジャンボ                            | 吹奏楽・チューバ              |                                                         |
| 2007年 | 坂道のアポロン                                 | 小玉ユキ                              | 月刊flowers                                     | ジャズ・ピアノ                |                                                         |
| 2008年 | 放課後ウインド・オーケストラ                   | 宇佐悠一郎                            | ジャンプスクエア                                | 吹奏楽                        |                                                         |
| 2008年 | 青空エール                                     | 河原和音                              | 別冊マーガレット                                | 吹奏楽                        |                                                         |
| 2008年 | 1995年のスモーク・オン・ザ・ウォーター         | 【作】五十嵐貴久 【画】富樫じゅん     | エレガンスイブ                                  | ロック                        |                                                         |
| 2008年 | ウッドストック                                 | 浅田有皆                              | 週刊コミックバンチ                              | ロック                        |                                                         |
| 2008年 | フール オン ザ ロック                          | たまきちひろ                          | ヤングキング                                    | ロック                        |                                                         |
| 2008年 | 爆麗音－バクレオン－                           | 【作】佐木飛朗斗 【画】山田秋太郎     | ビジネスジャンプ                                | ロック・クラシック            |                                                         |
| 2008年 | 中村メイ子をかき鳴らせ!!!                      | 平川雄一                              | 月刊少年マガジン                                | 軽音楽・ロック                |                                                         |
| 2009年 | ハレルヤオーバードライブ!                      | 高田康太郎                            | ゲッサン                                        | ロック                        |                                                         |
| 2009年 | 天にひびき                                     | やまむらはじめ                        | ヤングキングアワーズ                            | クラシック                    |                                                         |
| 2010年 | 日々ロック                                     | 榎屋克優                              | 週刊ヤングジャンプ                              | ロック                        |                                                         |
| 2010年 | WESTWOOD VIBRATO                               | 【作】尹仁完 【画】金宣希             | 月刊サンデージェネックス                        | 金管楽器 木管楽器             |                                                         |
| 2010年 | 青春ポップ!                                    | 北河トウタ                            | ヤングチャンピオン烈                            | インディーズバンド            |                                                         |
| 2010年 | ましろのおと                                   | 羅川真里茂                            | 月刊少年マガジン                                | 津軽三味線                    |                                                         |
| 2011年 | さよならピアノソナタ                           | 【作】杉井光 【画】赤坂アカ           | 電撃マオウ                                      | クラシック ロック             |                                                         |
| 2011年 | 乙女たる!                                      | 廣田眞胤                              | FlexComixブラッド                               | ヘヴィメタル ギター全般       |                                                         |
| 2011年 | さくら音楽隊                                   | 田中顕                                | グランドジャンプ                                | 吹奏楽・軍楽                  |                                                         |
| 2011年 | 四月は君の嘘                                   | 新川直司                              | 月刊少年マガジン                                | ピアノ・弦楽器                |                                                         |
| 2011年 | ミュジコフィリア                               | さそうあきら                          | 漫画アクション                                  | 現代音楽                      |                                                         |
| 2012年 | Eから弾きな。                                  | 佐々木拓丸                            | イブニング                                      | ロック                        |                                                         |
| 2012年 | エイト                                         | 楠みちはる                            | 週刊ヤングマガジン                              | ロック                        |                                                         |
| 2012年 | この音とまれ!                                  | アミュー                              | ジャンプスクエア                                | 箏                            |                                                         |
| 2012年 | ピアノのムシ                                   | 荒川三喜夫                            | 週刊漫画TIMES                                   | ピアノ・ピアノ調律師          |                                                         |
| 2013年 | SOUL CATCHER(S)                                | 神海英雄                              | 週刊少年ジャンプ                                | 指揮・吹奏楽                  |                                                         |
| 2013年 | 覆面系ノイズ                                   | 福山リョウコ                          | 花とゆめ                                        | ロック                        |                                                         |
| 2013年 | BLUE GIANT                                     | 石塚真一                              | ビッグコミック                                  | サックス・ジャズ              |                                                         |
| 2013年 | SHIORI EXPERIENCE ジミなわたしとヘンなおじさん | 【構成協力】町田一八 【画】長田悠幸   | 月刊ビッグガンガン                              | ロック                        |                                                         |
| 2013年 | 和太鼓†ガールズ                                | すたひろ                              | 月刊アクション                                  | 和太鼓                        |                                                         |
| 2014年 | たんさんすいぶ                                 | 上条明峰                              | イブニング                                      | 吹奏楽・サックス              |                                                         |
| 2014年 | とんかつDJアゲ太郎                             | 【作】イーピャオ 【画】小山ゆうじろう | 少年ジャンプ+                                   | DJ                            |                                                         |
| 2014年 | 風夏                                           | 瀬尾公治                              | 週刊少年マガジン                                | ロック                        |                                                         |
| 2014年 | ショパンの事件譜                               | 【作】北原雅紀 【画】あおきてつお     | ビッグコミック増刊号                            | レコード音楽全般              | [ 25 ] [ 38 ] [ 39 ]                                    |
| 2015年 | tutti!                                         | 片桐了                                | 週刊少年サンデー                                | 吹奏楽・トランペット          |                                                         |
| 2015年 | BanG_Dream!(バンドリ)[星の鼓動 (スタービート)] | 【作】ナカムラコウ 【画】石田彩       | 月刊ブシロード                                  | バンド                        | [ 40 ]                                                  |
| 2017年 | サウエとラップ〜自由形〜                       | 陸井栄史                              | 週刊少年チャンピオン                            | ヒップホップ・ラップ          |                                                         |
| 2018年 | ぼっち・ざ・ろっく!                            | はまじあき                            | まんがタイムきららMAX                           | ロック・ガールズバンド        |                                                         |
| 2019年 | パリピ孔明                                     | 【作】四葉タト 【画】小川亮           | コミックDAYS→週刊ヤングマガジン                 | ポップス                      |                                                         |
| 2020年 | スインギンドラゴンタイガーブギ                 | 灰田高鴻                              | モーニング                                      | ジャズ                        | [ 41 ]                                                  |
| 2021年 | PPPPPP                                         | マポロ3号                             | 週刊少年ジャンプ                                | ピアノ                        |                                                         |
| 2022年 | ロックは淑女の嗜みでして                       | 福田宏                                | ヤングアニマル                                  | ロック                        |                                                         |
| 2023年 | エイティエイトを2でわって                      | 有馬                                  | まんがタイムきららMAX                           | ピアノ・連弾                  | [ 42 ]                                                  |
| 2024年 | ふつうの軽音部                                 | 【作】クワハリ 【画】出内テツオ       | 少年ジャンプ+                                   | ロック・軽音楽                | [ 43 ]                                                  |